# .50-140 Sharps

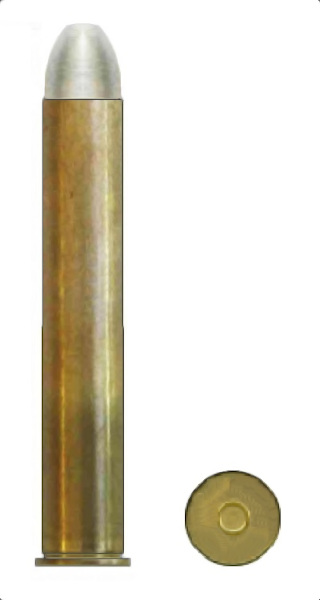
O cartucho .50-140 Sharps.

O .50-140 Sharps, é um cartucho de fogo central de pólvora negra, introduzido em 1884 como um calibre específico para caça de grande porte. Acredita-se que o .50-140 Sharps tenha sido introduzido para o rifle Sharps-Borchardt Model 1878. O cartucho é muito semelhante ao .500 Black Powder Express.
O .50-140 Sharps foi introduzido pela Winchester 3 anos depois que a Sharps Rifle Company fechou suas portas em 1881. É semelhante, embora maior que, o .50-90 Sharps.

## Especificações
O diâmetro da bala é tipicamente 0,512 polegadas (13,0 mm), com pesos de 600 a 700 grãos (39 a 45 g).
A carga é normalmente de 140 grãos (9,1 g) de pólvora negra. Substitutos modernos como o Pyrodex são às vezes usados, embora com cargas menores, já que o pyrodex é menos denso que a pólvora negra. Em uma ação forte com pólvora sem fumaça moderna, pode exceder a velocidade de um .458 Winchester Magnum com bala de 500 grãos (32 g), ao usar uma bala mais pesada de 550 grãos (36 g).

## Dimensões

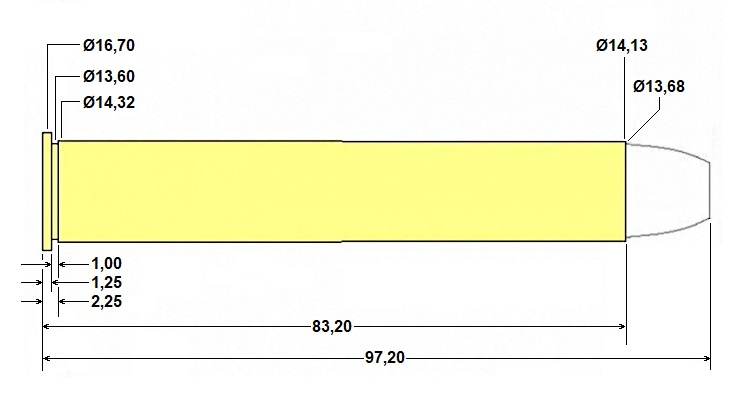

## Histórico
O .50-140 Sharps foi criado para caça de grande porte e era o mais poderoso dos cartuchos "Sharps Bison". No entanto, foi introduzido por volta da época do fim dos grandes rebanhos de Bisões. Um cartucho obsoleto, a munição não é mais produzida por nenhum grande fabricante, embora os componentes e o estojo para recarga manual possam ser adquiridos ou construídos em casa.
Rifles para esse cartucho raramente são produzidos e por apenas algumas empresas. Eles são normalmente usados para caça de bisões e recriações históricas. Ocasionalmente, o .50-140 é usado em competições vintage, embora alguns atiradores afirmem que ele produz um recuo mais pesado do que outros cartuchos antigos, como o .45-70.